# Fritz Grau (Jurist)

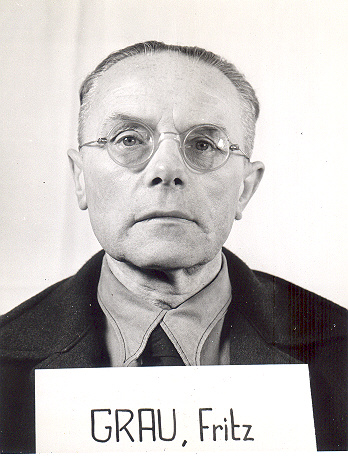
Fritz Grau als Zeuge bei den Nürnberger Prozessen.

Fritz Grau (* 28. Januar 1890 in Kassel; † 26. April 1975 in Emstal) war ein deutscher Jurist und Ministerialbeamter.

## Leben und Wirken
Grau war der Sohn eines Zahnarztes. Nach dem Schulbesuch in Kassel studierte er Rechtswissenschaft in Marburg und München. Seit 1908 gehörte er der Münchener Burschenschaft Rhenania an. 1911 bestand er das Referendarexamen und 1916 das Assessorexamen.
1919 wurde Grau ständiger Hilfsarbeiter bei der Staatsanwaltschaft in Kassel. 1923 folgte seine Ernennung zum Staatsanwaltschaftsrat. Seit April 1927 war Grau im Justizministerium in Berlin beschäftigt.
1930 wurde Grau zum Ersten Staatsanwalt am Kammergericht in Berlin bestellt. Am 1. Juni 1930 wurde er zum Landgerichtsdirektor und Amtsgerichtsrat in Düsseldorf ernannt.
Nach der Machtübernahme der Nationalsozialisten trat Grau zum 1. Mai 1933 in die NSDAP (Mitgliedsnummer 2.828.028) und in die SA ein. 1938 wechselte er von der SA in die SS (Mitgliedsnummer 314.180), in der er 1944 den Rang eines SS-Obersturmbannführers erreichte. Grau war zudem Mitglied in der Akademie für Deutsches Recht.
Seit Dezember 1933 war Grau erneut im Reichsjustizministerium tätig. Im Januar 1934 wurde er zum Vizepräsidenten des Amtsgerichts Berlin berufen, bevor er im Juli 1935 Senatspräsident beim Kammergericht wurde. Anschließend war er bis zum Zusammenbruch des NS-Regimes im Mai 1945 abermals als führender Beamter im Reichsjustizministerium tätig: Im April 1936 wurde Grau dort zum Ministerialrat und im November 1943 zum Ministerialdirektor befördert. Nebenbei arbeitete er außerdem an der von Heinrich Dietz herausgegebenen Zeitschrift für Wehrrecht mit.
Nach dem Ende des Zweiten Weltkriegs geriet Grau in alliierte Internierung. In der Folgezeit wurde er im Rahmen der Nürnberger Prozesse als Zeuge vernommen. Nach Aussagen von Günther Joël war Grau für das „Polen- und Judenstrafrecht“ zuständig.

## Schriften
- Das kommende deutsche Strafverfahren. Bericht der amtlichen Strafprozesskommission, 1938. (herausgegeben von Franz Gürtner; Mitautor Roland Freisler)
- Erläuterungen zu den seit dem 1. 9. 1939 ergangenen strafrechtlichen und strafverfahrensrechtlichen Vorschriften, (= Deutsches Strafrecht Bd. 1), 1941. (zusammen mit Roland Freisler)